# Карлос Берлок
Карлос Берлок (ісп. Carlos Berlocq; нар. 3 лютого 1983) — колишній аргентинський тенісист.
Найвищу одиночну позицію світового рейтингу — 37 місце досяг 19 березня, 2012, парну — 50 місце — 6 червня, 2011 року.
Здобув 2 одиночні та 2 парні титули.
Найвищим досягненням на турнірах Великого шолома був чвертьфінал в парному розряді.
Завершив кар'єру 2019 року.

## Фінали турнірів ATP за кар'єру

### Одиночний розряд: 3 (2–1)
| Легенда                                     |
| ------------------------------------------- |
| Турніри Великого шолома (0–0)               |
| Фінали Світового туру ATP (0–0)             |
| Серія Мастерс 1000 Світового Туру ATP (0–0) |
| Серія 500 Світового туру ATP (0–0)          |
| Серія 250 Світового туру ATP (2–1)          |

| Титули за покриттям |
| ------------------- |
| Тверде (0–0)        |
| Ґрунт (2–1)         |
| Трава (0–0)         |

| Титули за типом корту |
| --------------------- |
| Відкритий (2–1)       |
| Закритий (0–0)        |

| Результат | W–L | Дата     | Турнір                   | Рівень    | Покриття | Суперник          | Рахунок            |
| --------- | --- | -------- | ------------------------ | --------- | -------- | ----------------- | ------------------ |
| Поразка   | 0–1 | Лют 2012 | Chile Open, Чилі         | Серія 250 | Ґрунт    | Хуан Монако       | 3–6, 7–6(7–1), 1–6 |
| Перемога  | 1–1 | Лип 2013 | Swedish Open, Швеція     | Серія 250 | Ґрунт    | Фернандо Вердаско | 7–5, 6–1           |
| Перемога  | 2–1 | Тра 2014 | Estoril Open, Португалія | Серія 250 | Ґрунт    | Томаш Бердих      | 0–6, 7–5, 6–1      |

### Парний розряд: 7 (2–5)
| Легенда                                     |
| ------------------------------------------- |
| Турніри Великого шолома (0–0)               |
| Фінали Світового туру ATP (0–0)             |
| Серія Мастерс 1000 Світового Туру ATP (0–0) |
| Серія 500 Світового туру ATP (0–1)          |
| Серія 250 Світового туру ATP (2–4)          |

| Титули за покриттям |
| ------------------- |
| Тверде (0–2)        |
| Ґрунт (2–3)         |
| Трава (0–0)         |

| Титули за типом корту |
| --------------------- |
| Відкритий (2–4)       |
| Закритий (0–1)        |

| Результат | W–L | Дата     | Турнір                                          | Рівень     | Покриття   | Партнер                | Суперники                      | Рахунок            |
| --------- | --- | -------- | ----------------------------------------------- | ---------- | ---------- | ---------------------- | ------------------------------ | ------------------ |
| Поразка   | 0–1 | Лип 2008 | Відкритий чемпіонат Хорватії з тенісу, Хорватія | Інтернешнл | Ґрунт      | Фабіо Фоніні           | Міхал Мертиняк Петр Пала       | 6–2, 3–6, [5–10]   |
| Перемога  | 1–1 | Лип 2010 | Stuttgart Open, Німеччина                       | Серія 250  | Ґрунт      | Едуардо Шванк          | Крістофер Кас Філіпп Пецшнер   | 7–6(7–5), 7–6(8–6) |
| Поразка   | 1–2 | 2011     | Кубок Кремля, Росія                             | Серія 250  | Тверде (i) | Давід Марреро          | Франтішек Чермак Філіп Полашек | 3–6, 1–6           |
| Поразка   | 1–3 | Лют 2012 | Chile Open, Чилі                                | Серія 250  | Ґрунт      | Пабло Андухар          | Фред Жіл Даніель Хімено-Травер | 6–1, 5–7, [10–12]  |
| Поразка   | 1–4 | Жов 2012 | China Open (теніс), КНР                         | Серія 500  | Тверде     | Денис Істомін          | Боб Браян Майк Браян           | 3–6, 2–6           |
| Поразка   | 1–5 | Лип 2013 | Swedish Open, Швеція                            | Серія 250  | Ґрунт      | Альберт Рамос Віньолас | Ніколас Монро Зімон Штадлер    | 2–6, 6–3, [3–10]   |
| Перемога  | 2–5 | Сер 2015 | Austrian Open, Австрія                          | Серія 250  | Ґрунт      | Ніколас Альмагро       | Робін Гаасе Генрі Контінен     | 5–7, 6–3, [11–9]   |

## Фінали челленджерів

### Титули
| Ранг | Дата | Турнір            | Покриття | Суперник              | Рахунок            |
| ---- | ---- | ----------------- | -------- | --------------------- | ------------------ |
| 1.   | 2005 | Турин             | Ґрунт    | Алессіо ді Мауро      | 7–5, 6–1           |
| 2.   | 2005 | Корденонс         | Ґрунт    | Жером Енель           | 7–6, 6–4           |
| 3.   | 2005 | Буенос-Айрес      | Ґрунт    | Дієго Гартфілд        | 7–5, 3–6, 6–4      |
| 4.   | 2006 | Нейплс            | Ґрунт    | Пабло Куевас          | 6–3, 7–5           |
| 5.   | 2007 | Барлетта          | Ґрунт    | Вернер Ешауер         | 3–6, 7–6, 2–0 ret. |
| 6.   | 2007 | Турин             | Ґрунт    | Борис Пашанскі        | 6–4, 6–2           |
| 7.   | 2010 | Реджо-нель-Емілія | Ґрунт    | Пабло Андухар         | 6–0, 7–6(7–1)      |
| 8.   | 2010 | Сан-Бенедетто     | Ґрунт    | Даніель Хімено-Травер | 6–3, 4–6, 6–4      |
| 9.   | 2010 | Тоді              | Ґрунт    | Марсель Гранольєрс    | 6–4, 6–3           |
| 10.  | 2011 | Турин             | Ґрунт    | Альберт Рамос         | 6–4, 6–3           |
| 11.  | 2011 | Тоді              | Ґрунт    | Філіппо Воландрі      | 6–3, 6–1           |
| 12.  | 2011 | Палермо           | Ґрунт    | Адріан Унгур          | 6–1, 6–1           |
| 13.  | 2011 | Буенос-Айрес      | Ґрунт    | Гаштан Еліаш          | 6–1, 7–6(7–3)      |
| 14.  | 2011 | Монтевідео        | Ґрунт    | Максімо Гонсалес      | 6–2, 7–5           |
| 15.  | 2014 | Порту-Алегрі      | Ґрунт    | Дієго Шварцман        | 6–4, 4–6, 6–0      |
| 16.  | 2015 | Сан-Паулу         | Ґрунт    | Кіммер Коппеянс       | 6–3, 6–1           |
| 17.  | 2016 | Блуа              | Ґрунт    | Стів Дарсі            | 6–2, 6–0           |
| 18.  | 2017 | Ріо-де-Жанейро    | Ґрунт    | Хауме Мунар           | 6–4, 2–6, 3–0 ret. |
| 19.  | 2018 | Панама            | Ґрунт    | Блаж Рола             | 6–2, 6–0           |

### Парний розряд: 13 (6–7)
| Результат | Ранг | Дата              | Турнір                  | Покриття | Партнер               | Суперники                        | Рахунок                |
| --------- | ---- | ----------------- | ----------------------- | -------- | --------------------- | -------------------------------- | ---------------------- |
| Поразка   | 12.  | 11 вересня 2010   | Рієка, Хорватія         | Ґрунт    | Рубен Рамірес Ідальго | Аділ Шамасдін Ловро Зовко        | 6–1, 6–7(9–11), [5–10] |
| Перемога  | 13.  | 13 листопада 2011 | Буенос-Айрес, Аргентина | Ґрунт    | Едуардо Шванк         | Марсель Фельдер Ярослав Поспішил | 6–7(1–7), 6–4, [10–7]  |

## Досягнення
| W | Ф | ПФ | ЧФ | #Р | КТ | К# | DNQ | A | NH |

### Одиночний розряд
| Турнір                                 | 2006 | 2007 | 2008 | 2009 | 2010 | 2011 | 2012 | 2013 | 2014 | 2015 | 2016 | 2017 | 2018 | W–L   |
| -------------------------------------- | ---- | ---- | ---- | ---- | ---- | ---- | ---- | ---- | ---- | ---- | ---- | ---- | ---- | ----- |
| Турніри Великого шлему                 |      |      |      |      |      |      |      |      |      |      |      |      |      |       |
| Відкритий чемпіонат Австралії з тенісу | 1р   |      | 1р   |      |      | 1р   | 2р   | 2р   | 1р   | 1р   |      | 2р   |      | 3–8   |
| Відкритий чемпіонат Франції з тенісу   | 1р   | 2р   | 1р   |      | К3р  | 2р   | 1р   | 1р   | 2р   | 2р   | 2р   | 1р   | К2р  | 5–10  |
| Вімблдонський турнір                   | 1р   | 1р   | 1р   |      |      | 1р   | 1р   | 1р   | 1р   |      |      | 1р   |      | 0–8   |
| Відкритий чемпіонат США з тенісу       |      | 1р   |      |      | 1р   | 2р   | 1р   | 2р   | 1р   |      | 1р   | 1р   | 1р   | 2–9   |
| В-П                                    | 0–3  | 1–3  | 0–3  | 0–0  | 0–1  | 2–4  | 1–4  | 2–4  | 1–4  | 1–2  | 1–2  | 1–4  | 0–1  | 10–35 |
| Загальна статистика                    |      |      |      |      |      |      |      |      |      |      |      |      |      |       |
| Титули–Фінали                          | 0–0  | 0–0  | 0–0  | 0–0  | 0–0  | 0–0  | 0–1  | 1–1  | 1–1  | 0–0  | 0–0  | 0–0  | 0–0  | 2–3   |
| Рейтинг на кінець року                 | 132  | 85   | 157  | 255  | 66   | 60   | 66   | 41   | 72   | 111  | 95   | 112  |      |       |

### Парний розряд
| Турнір                                 | 2006 | 2007 | 2008 | 2011 | 2012 | 2013 | 2014 | 2015 | 2016 | 2017 | 2018 | W–L   |
| -------------------------------------- | ---- | ---- | ---- | ---- | ---- | ---- | ---- | ---- | ---- | ---- | ---- | ----- |
| Турніри Великого шлему                 |      |      |      |      |      |      |      |      |      |      |      |       |
| Відкритий чемпіонат Австралії з тенісу | 1р   |      | 1р   | 2р   | 2р   | 1р   | 1р   | 2р   |      |      |      | 3–7   |
| Відкритий чемпіонат Франції з тенісу   |      | 3р   | 1р   | 2р   | 2р   | 1р   | 1р   | 3р   |      | 1р   |      | 6–8   |
| Вімблдонський турнір                   |      |      | 2р   | 1р   | 1р   |      | 1р   |      |      | 1р   |      | 1–5   |
| Відкритий чемпіонат США з тенісу       |      |      |      | 1р   | 2р   | 1р   | ЧФ   |      | 1р   | 1р   |      | 4–6   |
| В-П                                    | 0–1  | 2–1  | 1–3  | 2–4  | 3–4  | 0–3  | 3–4  | 3–2  | 0–1  | 0–3  | 0–0  | 14–25 |

## Перемоги над гравцями першої 10-ки
| Сезони   | 2014 | 2015 | 2016 | 2017 | Всього |
| Перемоги | 3    | 0    | 0    | 0    | 3      |

| #    | Гравець      | Рейтинг | Турнір                            | Покриття | Раунд       | Рахунок       |
| ---- | ------------ | ------- | --------------------------------- | -------- | ----------- | ------------- |
| 2014 |              |         |                                   |          |             |               |
| 1.   | Милош Раонич | Ранг 9  | Estoril Open, Ешторіл, Португалія | Ґрунт    | чвертьфінал | 7–5, 6–4      |
| 2.   | Томаш Бердих | Ранг 6  | Estoril Open, Ешторіл, Португалія | Ґрунт    | Фінал       | 0–6, 7–5, 6–1 |
| 3.   | Давид Феррер | Ранг 7  | Swedish Open, Бостад, Швеція      | Ґрунт    | чвертьфінал | 6–3, 6–3      |